# Gaspard Manesse
Gaspard Manesse (ur. 25 marca 1975 w Paryżu) – francuski aktor i muzyk. Najbardziej znany jest z roli Juliena Quentina w nominowanym do Oscara filmie Do zobaczenia, chłopcy (Au revoir les enfants). Jest trębaczem w zespole Surnatural Orchestra.

## Filmografia
- 1987: Do zobaczenia, chłopcy jako Julien Quentin
- 1989: Błąd młodości jako młody chłopiec w garażu
- 2002: Comme il vient jako Hugo
- 2009: Un transport en commun jako Antoine